# Alexandra Duff, 2. Duchess of Fife

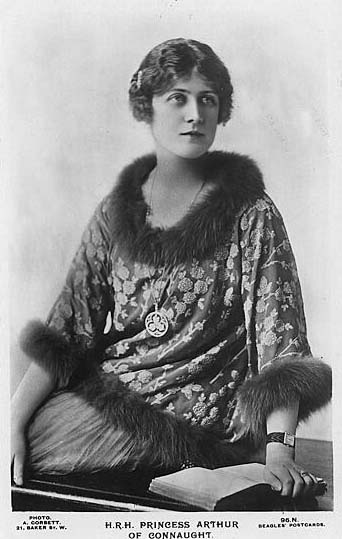
Alexandra Duff, 2. Duchess of Fife

Princess Alexandra Victoria Alberta Edwina Louise Duff, 2. Duchess of Fife (* 17. Mai 1891 in East Sheen Lodge, Richmond, London; † 26. Februar 1959 in Primrose Hill, London) war ein Mitglied der britischen königlichen Familie.

## Leben
Lady Alexandra Victoria war die älteste Tochter von Alexander Duff, 1. Duke of Fife, (1849–1912) und seiner Frau Louise, Princess Royal (1867–1931), Tochter des britischen Königs Eduard VII. Bei ihrer Geburt stand sie an der vierten Stelle der britischen Thronfolge. Zusammen mit ihrer jüngeren Schwester, Maud (1893–1945), wuchs sie in London und auf Windsor Castle auf. Ihre Erziehung und die schulische Ausbildung lag in den Händen mehrerer Hauslehrer und Gouvernanten.
1905 wurden Alexandra Victoria und ihre Schwester von ihrem Großvater, König Eduard VII., abweichend von den allgemeinen Regeln, wonach dieses Privileg nur Kindern von Söhnen des Monarchen zusteht, zu Prinzessinnen erklärt. Sie erhielten das Adelsprädikat Hoheit (Highness) verliehen und in der Protokollarischen Rangordnung folgten sie unmittelbar nach der engeren königlichen Familie vor allen anderen Adeligen.

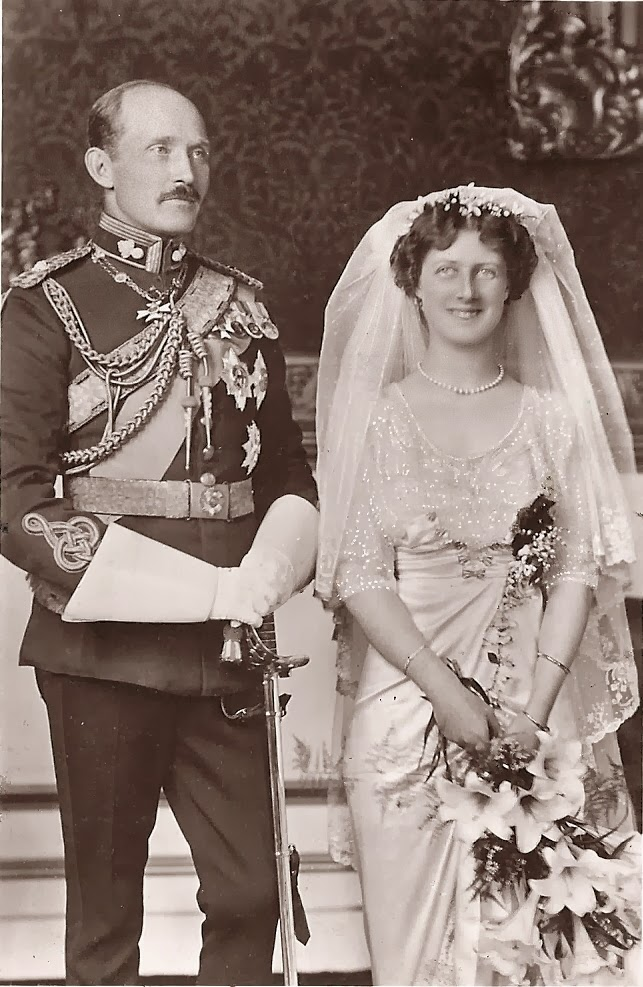
Hochzeitsbild, 1913

1910 hatte Prinzessin Alexandra Victoria ein Verhältnis mit ihrem Cousin zweiten Grades, dem dänischen Prinzen Christoph, genannt Christo (1888–1940), dem jüngsten Kind von König Georg I. von Griechenland und Großfürstin Olga Konstantinowna Romanowa. Als ihre Eltern davon erfuhren, missbilligten sie eine Verbindung mit einem Mitglied des deutschstämmigen Hauses Schleswig-Holstein-Sonderburg-Glücksburg.

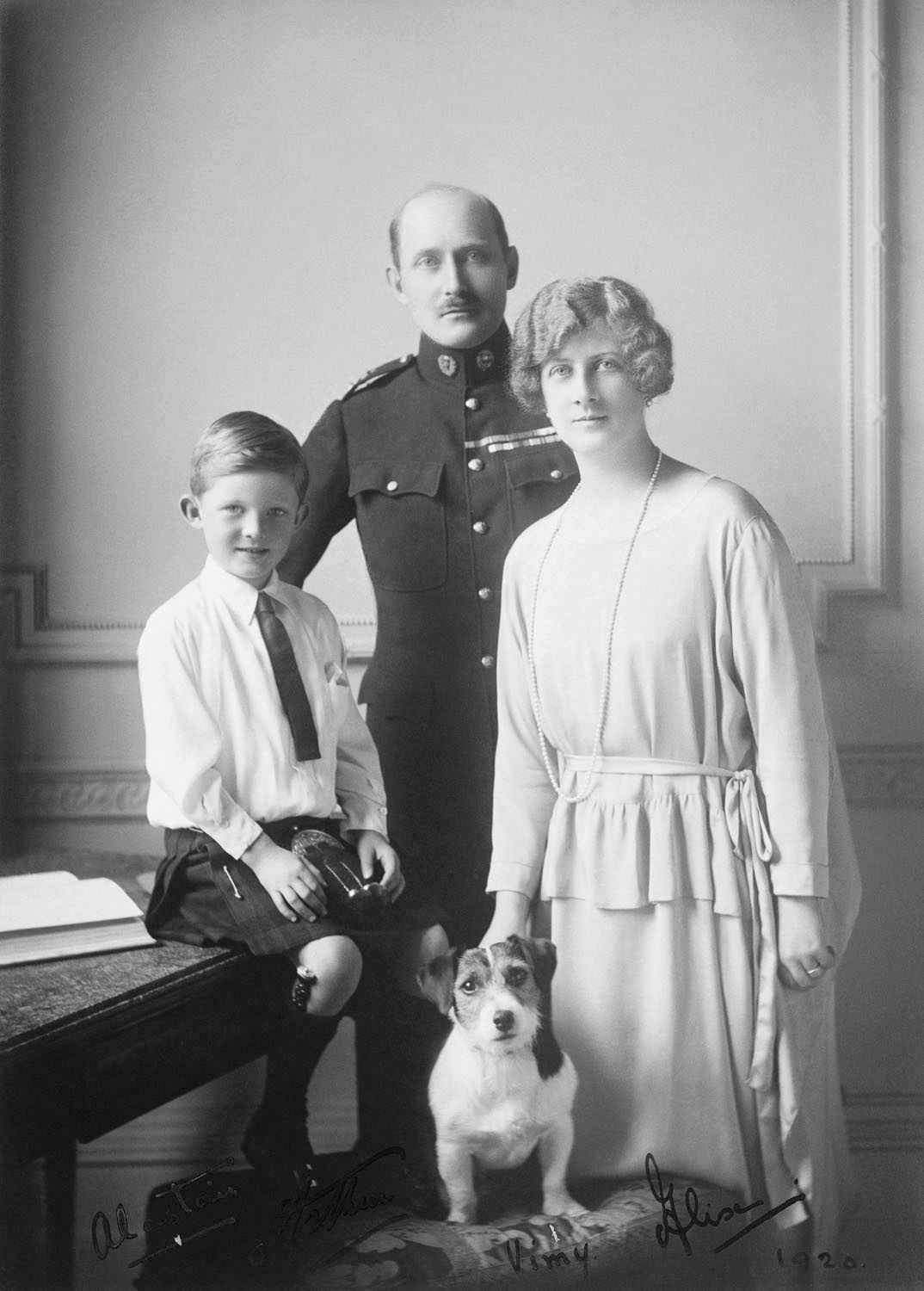
Arthur of Connaught, Prinzessin Alexandra und Sohn Alastair mit Hund Vimy, 1920

Bei einer Reise nach Ägypten erlitt die Familie im Dezember 1911 vor der Küste Marokkos Schiffbruch. Obgleich niemand unmittelbar verletzt wurde, erkrankte ihr Vater, möglicherweise deswegen, in Ägypten an Pleuritis. Er verstarb im Januar 1912 in Assuan. Eines der beiden Dukedoms des Vaters ging mit dessen Tode auf die Tochter Alexandra über, weil dieser Titel abweichend vom Regelfall auch auf die Töchter des Dukes und deren männliche Abkömmlinge übergehen konnte. Alexandra trug den Titel damit aus eigenem Recht, auch wenn sie als erbliche Peeress nicht den Sitz im House of Lords einnehmen konnte (die rechtliche Möglichkeit hierzu wurde erst durch den Peerage Act 1963 geschaffen).
Am 15. Oktober 1913 heiratete Lady Alexandra Victoria Duff, 2. Duchess of Fife, im St James’s Palace zu London ihren Onkel zweiten Grades Generalmajor Arthur Frederick Patrick Albert of Connaught (1883–1938), den einzigen Sohn von Arthur, Duke of Connaught and Strathearn, und Prinzessin Luise Margareta von Preußen. Ihr Schwiegervater war der dritte Sohn der britischen Königin Victoria. Aus der Ehe ging ein Sohn hervor, Alastair Arthur Windsor, 2. Duke of Connaught (1914–1943).
Zusammen mit ihrem Mann nahmen sie vielfältige offizielle Aufgaben im Namen ihres Onkels, König Georg V., und später für ihren Vetter, König Georg VI., wahr. Während des Ersten Weltkriegs arbeitete sie als Krankenschwester im St. Marys Hospital, Paddington, London. 1920 wurde ihr Mann zum Generalgouverneur von Südafrika ernannt und sie gingen zusammen nach Pretoria, dort arbeitete sie neben ihrer Rolle als Viceregal consort in den lokalen Krankenhäusern mit. Nach der Rückkehr ins Vereinigte Königreich ging das Ehepaar wieder seinen offiziellen Aufgaben nach. Alexandra war außerdem von 1937 bis 1944 Staatsrätin. Princess Alexandra, 2. Duchess of Fife, starb am 26. Februar 1959 in der Nähe von Primrose Hill in London und wurde in der Familienkapelle, der Mar Lodge Chapel, Braemar, bestattet. Ihr Titel ging auf ihren Neffen James Carnegie, 12. Earl of Southesk, über, weil der eigene Sohn bereits verstorben war.

## Name in verschiedenen Lebensphasen
- 1891–1905: Lady Alexandra Duff
- 1905–1912: Her Highness Princess Alexandra of Fife
- 1912–1913: Her Highness Princess Alexandra, Duchess of Fife
- 1913–1959: Her Royal Highness Princess Arthur of Connaught, Duchess of Fife

### Orden und Ehrenzeichen
- Royal Red Cross, 1. Klasse
- Dame Grand Cross des Order of Saint John
- King George V Royal Family Order, 4. Klasse

### Militärische Ehren
- Colonel-in-Chief des Royal Army Pay Corps (RAPC)